# TV8 (Turkse televisiezender)
TV8 is een Turks televisiekanaal dat is opgericht op 22 februari 1999 door MNG Media Group. In 2013 werd het kanaal gekocht door mediamagnaat Acun  Ilıcalı.

## Geschiedenis
TV8 begon als nieuwskanaal, tot in 2003 het format en de logo werden veranderd om zich te voegen bij de andere nationale kanalen. Op 13 november 2013 werd het televisiekanaal verkocht aan Acun Medya, het bedrijf van mediamagnaat Acun Ilıcalı. Kort na de overname maakte Ilıcalı een eind aan de nieuwsprogramma's op het kanaal.
In september 2014 werden uitzendrechten gekocht voor de Copa del Rey, Coppa Italia en de NBA. Op 12 september 2015 kreeg mediaconglomeraat Doğuş Media Group 30% van de aandelen. In 2014 werd het zusterkanaal TV 8 int gelanceerd voor Turken in Europa. Op 6 september 2016 werd het zusterkanaal TV8,5 gelanceerd.